# Louis-Alexandre-Élysée de Monspey
Louis-Alexandre-Élysée, marquis de Monspey, né le 10 août 1733 à Saint-Georges-de-Reneins au château de Vallières et mort le 2 mars 1822 au même endroit, fut un officier des armées du roi et député de la noblesse de la sénéchaussée de Villefranche aux Etats généraux de 1789. 
Il fut aussi le seigneur d'Arginy et de Vallières, lieutenant général en 1814, il servit aussi au sein des gardes du corps du roi dans la compagnie écossaise.

## Biographie

### Jeunesse
Né le 10 août 1733 d'une famille d'ancienne noblesse, il est fils de Joseph-Henri de Monspey, marquis de Monspey, comte de Vallières, chevalier de Malte et de Saint-Louis, capitaine de dragons au régiment de Bauffremont, et de Marie-Anne Livie de Pontevès. Il est placé en qualité de page auprès du dauphin, fils de Louis XV.

### Carrière militaire
Il se voit ensuite confier une lieutenance dans le régiment du Dauphin, est nommé capitaine dans le régiment Royal-Normandie puis, en 1758, dans celui de Poly cavalerie. 
Il fit les campagnes de la guerre de Sept Ans, reçut deux blessures à Minden le 1er août 1759 et fut fait chevalier de Saint-Louis. Le dauphin le fit entrer le 30 mars 1766 comme officier supérieur exempt dans les gardes du corps du roi (compagnie écossaise). Il fut fait colonel de cavalerie en 1770 puis lieutenant des gardes du corps du roi.
Brigadier de cavalerie le 5 décembre 1782, commandant d'escadron des gardes du corps en décembre 1784 puis maréchal de camp le 9 mars 1788, il fit assez ses preuves pour monter dans les carrosses du roi et recevoir les honneurs de la Cour en décembre 1788. Il devient lieutenant chef de brigade en 1791 toujours au sein des gardes du corps du roi.

### Les états généraux de 1789
Membre de l'assemblée provinciale du Lyonnais, président de l'ordre de la noblesse du Beaujolais, il fut élu, le 20 mars 1789, dans cette dernière sénéchaussée, député de son ordre aux États généraux.
Lors de la séance du 5 octobre 1789, il prit la défense des gardes du corps attaqués par Mirabeau et Pétion. Le lendemain, le 6 octobre, Il protégea la vie du roi avec d'autres députés de la noblesse. Le 28 octobre suivant, il est encore l'auteur d'une motion.

### L'Armée des Princes
À la suite de l'arrestation de Louis XVI à Varennes le 21 juin 1791, il remet sa démission à l'Assemblée le 19 juillet 1791, rejoint ensuite l'Armée des Princes à Coblentz et reprend le commandement de la compagnie écossaise qui avait presque entièrement émigré. 
Il fait la campagne de 1792 et accompagne après la retraite des princes le général Clerfayt. Il obtint en 1794 le commandement du régiment de cavalerie noble composé exclusivement de gardes du corps et prit part sous le prince de Condé aux campagnes de 1795 à 1797. 
Lorsque l'armée se rend en Pologne en 1797, il présente à Louis XVIII, alors à Blankenberg, son fils unique, le comte Louis de Monspey, qui avait fait avec lui les dernières campagnes. Le roi nomme le comte de Monspey capitaine de cavalerie, et remet au marquis le brevet de commandeur de Saint-Louis. 
Quand l'armée de Condé se joint au corps de Souvarow en 1799, il obtient un commandement dans la cavalerie noble sous les ordres immédiats du duc de Berry.

### Maire de Saint-Georges-de-Reneins et retraite
Après le licenciement, il rentre en France en 1801 et vit dans la retraite, il refuse du gouvernement impérial un emploi de son grade. Il n'accepte que les fonctions de maire de la commune de Saint-Georges-de-Reneins et de membre du conseil général du Rhône, qu'il préside en 1813. 
À la Restauration, il reprend sa place dans les gardes du corps mais en raison de son âge, il avait 81 ans, Louis XVIII lui accorde sa retraite avec le titre de lieutenant général et les insignes de grand-croix de l'ordre de Saint-Louis le 21 juin 1814.

## État des services
- Lieutenant de cavalerie en ?.
- Capitaine de cavalerie en 1758.
- Officier supérieur exempt des gardes du corps en 1766.
- Colonel de cavalerie en 1770.
- Lieutenant des gardes du corps 1780.
- Brigadier de cavalerie en 1782.
- Commandant d'escadron des gardes du corps en 1784.
- Maréchal de camp de cavalerie en 1788.
- Lieutenant chef de brigade des gardes du corps en 1791.
- Lieutenant général des gardes du corps en 1814.

## Affectations
- Régiment du Dauphin en ?.
- Régiment Royal-Normandie en ?.
- Régiment de Poly cavalerie en 1758.
- Gardes du corps du roi (Compagnie écossaise) en 1766.
- Commandant d'escadron des gardes du corps en 1782.
- Commandant de la compagnie écossaise à l'armée des princes à Coblentz en 1791.
- Commandant le 2e régiment de cavalerie noble de l'armée de Condé 1795 à 1798.
- Commandant un régiment de cavalerie noble au corps de Souvarow en 1799.
- Commandant d'escadron des gardes du corps en 1814.

## Décorations
- Ordre royal et militaire de Saint-Louis. 
 Chevalier en 1759. 
Commandeur en 1797. 
 Grand-croix en 1814.